# Mike Tobey
Michael Edward „Mike” Tobey (ur. 10 października 1994 w Monroe) – amerykański koszykarz, występujący na pozycji środkowego, posiadający także słoweńskie obywatelstwo, aktualnie zawodnik Valencia Basket.
24 lipca 2017 dołączył do hiszpańskiego Iberostar Tenerife CB Canaria.

## Osiągnięcia
Stan na 14 września 2023, na podstawie, o ile nie zaznaczono inaczej.

### NCAA
- Uczestnik:
  - rozgrywek Elite Eight turnieju NCAA (2016)
  - rozgrywek Sweet 16 turnieju NCAA (2014, 2016)
  - II rundy turnieju NCAA (2014–2016)
- Mistrz:
  - turnieju konferencji Atlantic Coast (ACC – 2014)
  - sezonu regularnego ACC (2014, 2015)
- Rezerwowy Roku ACC (2015)

### Drużynowe
- Mistrz:
  - Eurocup (2019)
  - Interkontynentalnego Pucharu FIBA (2017)
  - Hiszpanii (2017)
- Wicemistrz Eurocup (2017)
- Finalista pucharu Hiszpanii (2017)

### Indywidualne
- MVP Interkontynentalnego Pucharu FIBA (2017)

### Reprezentacja
Seniorów
- Uczestnik:
  - igrzysk olimpijskich (2020 – 4. miejsce)[4]
  - mistrzostw świata (2023 – 7. miejsce)[5]
- Lider igrzysk olimpijskich w zbiórkach (2020 – 10,5)[6]

Młodzieżowe
- Mistrz świata U–19 (2013)